# TKOL RMX 1234567
TKOL RMX 1234567 ist ein Remix-Album aus Songs des Albums The King of Limbs der Band Radiohead, welches am 16. September 2011 in Japan und am 10. Oktober in anderen Ländern veröffentlicht wurde. Das Album bildet eine Reihe von „12 Inch Singles“/EPs, welche von unterschiedlichen Künstlern bearbeitet wurden. Es wurde als Musik-Download in den Formaten MP3 und WAV auf der Webseite der Band bereitgestellt.
Das Album enthält fünf Remixe von „Bloom“, drei Remixe von „Morning Mr Magpie“ (einer davon wurde in „Good Evening Mrs Magpie“ umbenannt), zwei Remixe von „Little By Little“, einen Remix von „Feral“, zwei Remixe von „Lotus Flower“, einen Remix von „Codex“, zwei Remixe von „Give Up The Ghost“, zwei Remixe von „Separator“ und zusätzlich den Track „TKOL“, welcher über Elemente aus verschiedenen Songs des Albums The King of Limbs verfügt.

## Singles
Eine Reihe von Remix-Singles wurde am 6. Juni 2011 angekündigt. Nach Erscheinen des Albums wurde zusätzlich zu den vorherigen sieben Singles die achte Single „TKOL RMX8“ veröffentlicht.
Die Formate der Singles sind verschiedene Vinyl-Formate und Musikdownload. „TKOL RMX8“ ist nur als Download erhältlich.
Die Singles wurden durch XL Recordings auf Radioheads „Ticker Tape Ltd.“ Label herausgebracht und sind vom The King of Limbs online store erhältlich. Man kann sie auch per Stream vom YouTube-Kanal der Band hören.

### TKOL RMX1
1. Little By Little (Caribou Rmx)
2. Lotus Flower (Jacques Greene Rmx)

### TKOL RMX2
1. Morning Mr Magpie (Nathan Fake Rmx)
2. Bloom (Harmonic 313 Rmx)
3. Bloom (Mark Pritchard Rmx)

### TKOL RMX3
1. Feral (Lone Rmx)
2. Morning Mr Magpie (Pearson Sound Scavenger Rmx)
3. Separator (Four Tet Rmx)

### TKOL RMX4
1. Give Up The Ghost (Thriller Houseghost Rmx)
2. Codex (Illum Sphere Rmx)
3. Little By Little (Shred Rmx)

### TKOL RMX5
1. Give Up The Ghost (Brokenchord Rmx)
2. TKOL (Altrice Rmx)
3. Bloom (Blawan Rmx)

### TKOL RMX6
1. Good Evening Mrs Magpie (Modeselektor Rmx)
2. Bloom (Objekt Rmx)

### TKOL RMX7
1. Bloom (Jamie xx Rework)
2. Separator (Anstam Rmx)
3. Lotus Flower (SBTRKT Rmx)

### TKOL RMX8
1. Bloom (Jamie xx Rework Part 3)
2. Separator (Anstam Rmx II)
3. Morning Mr Magpie (Nathan Fake Harshdub Rmx)

## Veröffentlichung
Die Mitglieder von Radiohead feierten die Veröffentlichung in London in den „Corsica Studios“ am 11. Oktober. Sänger Thom Yorke war hierbei mit den Künstlern welche Remixe zu TKOL RMX 1234567 beigesteuert hatten DJ.
Am 21. November 2011 erschienen drei neue Remixe: „Bloom (Jamie xx Rework Part 3)“, „Separator (Anstam RMX II)“ und „Morning Mr Magpie (Nathan Fake Harshdub RMX)“. Die Titel kamen zu spät für eine Veröffentlichung auf dem Album, somit wurden sie als Single „TKOL RMX8“ auf der Bandseite erhältlich gemacht.

## Titelliste
„Compact Disc One“ (Gesamtdauer: 45:51)
1. Little by Little (Caribou RMX) – 5:40
2. Lotus Flower (Jacques Greene RMX) – 7:10
3. Morning Mr Magpie (Nathan Fake RMX) – 4:52
4. Bloom (Harmonic 313 RMX) – 5:04
5. Bloom (Mark Pritchard RMX) – 6:07
6. Feral (Lone RMX) – 5:17
7. Morning Mr Magpie (Pearson Sound Scavenger RMX) – 4:38
8. Separator (Four Tet RMX) – 7:03

„Compact Disc Two“ (Gesamtdauer: 60:00)
1. Give Up The Ghost (Thriller Houseghost RMX) – 6:13
2. Codex (Illum Sphere RMX) – 4:34
3. Little by Little (Shred RMX) – 4:49
4. Give Up The Ghost (Brokenchord RMX) – 5:05
5. TKOL (Altrice RMX) – 6:02
6. Bloom (Blawan RMX) – 7:29
7. Good Evening Mrs Magpie (Modeselektor RMX) – 7:44
8. Bloom (Objekt RMX) – 5:21
9. Bloom (Jamie xx Rework) – 2:28
10. Separator (Anstam RMX) – 4:50
11. Lotus Flower (SBTRKT RMX)

## Mitwirkende Musiker und zusätzliche Produzenten
- Altrice (Mike Sadatmousavi)
- Anstam
- Blawan (Jamie Roberts)
- Brokenchord (Ernestas Kausylas)
- Caribou (Dan Snaith)
- Nathan Fake
- Four Tet (Kieran Hebden)
- Jacques Greene
- Jamie xx (Jamie Smith)
- Illum Sphere (R. Hunn)
- Lone
- Modeselektor
- Objekt
- Pearson Sound (D. Kennedy)
- Mark Pritchard
- SBTRKT
- Shed (R. Pawlowitz)
- Thriller